# Гримм, Константин Николаевич
Константи́н Никола́евич Гримм (1858, Пензенская губерния — 1919) — русский общественный деятель и политик, член III Государственной думы от Саратовской губернии.

## Биография
Православный. Из потомственных дворян. Землевладелец Сердобского уезда (600 десятин) и домовладелец Саратова.
Окончил Нижегородский кадетский корпус (1878) и Казанское пехотное юнкерское училище (1879). Пробыл на военной службе до 1889 года, когда вышел в отставку в чине капитана.
Занялся общественной деятельностью: избирался Саратовским уездным и губернским гласным (c 1891), почётным мировым судьёй (с 1905) и депутатом дворянства Саратовского уезда. В 1893—1903 годах служил земским начальником, в 1906—1908 — был председателем Саратовской губернской земской управы. Почётный мировой судья Саратовского уезда. Дослужился до чина действительного статского советника (1911).
Был выборщиком в 1-ю и 2-ю Государственные думы. В 1907 году был избран членом Государственной думы от Саратовской губернии. Входил в бюро фракции «Союза 17 октября». Состоял членом комиссий: по исполнению государственной росписи доходов и расходов, продовольственной, по местному самоуправлению, распорядительной. В октябре 1908 покинул пост председателя земской управы, чтобы сосредоточиться на работе в Думе. 27 января (9 февраля) 1910 года отказался от звания члена Думы в связи с повторным избранием председателем Саратовской губернской земской управы. Думское место занял С. В. Киндяков. Будучи председателем управы, также был главным редактором "Агрономических известий Саратовской губернии".
Возглавлял земскую управу до 1918 года, одновременно состоял членом Совета по делам местного хозяйства МВД. Также до 1918 года состоял председателем правления 2-го общества взаимного кредита. В должности председателя управы способствовал развитию народного образования, организовал губернскую санитарную комиссию для борьбы с чумой и холерой. Возглавлял общество сельского хозяйства и попечительский совет Высших сельскохозяйственных курсов, содействовал открытию в Саратове высшей агрономической школы (ныне — Саратовский государственный аграрный университет).
После Февральской революции отказался от должности губернского комиссара, предложенной Временным правительством. В 1919 году был арестован большевиками как заложник и расстрелян.

## Семья
Брат — Анатолий (1866—1915/16).
Жена — Ольга Александровна Гримм;
- дочь — Елизавета (? — 1964[7]/1967[8]); замужем за Владимиром Владимировичем Арбеневым (24.5.1884 — 10.12.1937, расстрелян), офицером, Георгиевским кавалером[9][10].
- дочь — Софья (1889 — ?)[11].

## Награды
- Орден Святого Станислава 3-й ст. (1882);
- Медаль «В память царствования императора Александра III» (1896);
- Медаль «За труды по первой всеобщей переписи населения» (1897);
- Орден Святой Анны 2-й ст. (1904);
- Орден Святого Владимира 3-й ст. (1913);
- Медаль «В память 300-летия царствования дома Романовых» (1913);
- Высочайшая благодарность (1914);
- Орден Святого Станислава 1-й ст. (1915).